# Alois Heller

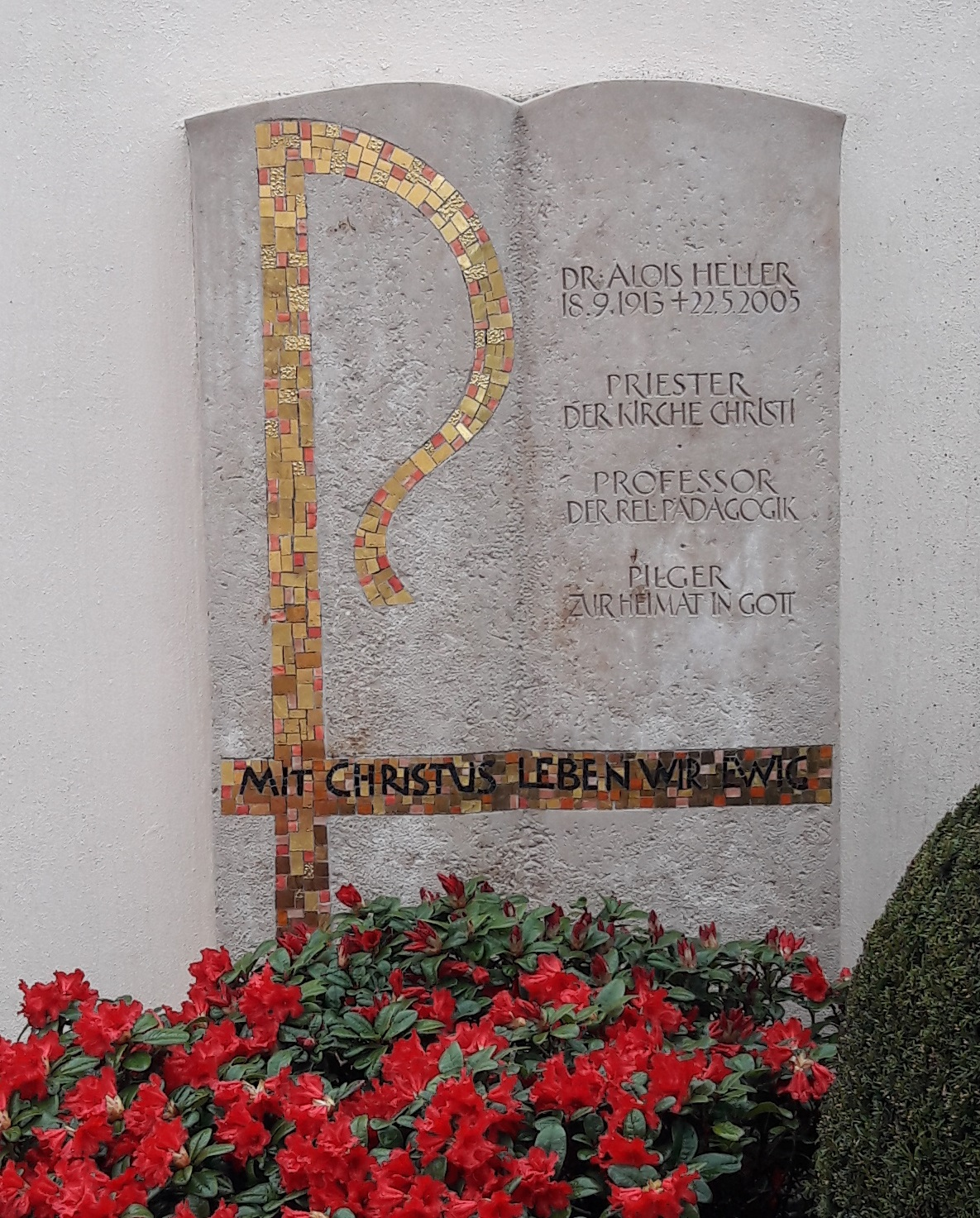
Grabstein

Alois Heller (* 18. September 1913 in Kraftsbuch, heute Greding; † 22. Mai 2005 in Eichstätt) war ein deutscher Priester und Hochschulprofessor.

## Leben
Alois Heller wurde am 18. September 1913 in Kraftsbuch als Sohn einer Bauernfamilie geboren. Er schloss das Studium der Philosophie mit dem Lizentziat und das Studium der Theologie (Abschluss Doktorat) in Eichstätt und Rom. Am 27. Oktober 1940 wurde er in Rom zum Priester geweiht. Von 1942 bis 1946 war er Seelsorger in St. Anton in Ingolstadt, ab 1. Dezember 1946 in Wendelstein. 1951 wurde er außerordentlicher Professor für Katechetik an der damaligen Bischöflichen Philosophisch-Theologischen Hochschule Eichstätt ernannt. Am 1955 erschienen „Katholischen Katechismus der Bistümer Deutschlands“, auch „Grüner Katechismus“ genannt, wirkte er in der, mit Professoren besetzten, Vorbereitungsgruppe mit. 1956 wurde er ordentlicher Professor für Religionspädagogik und Katechetik. Er lehrte lange Zeit auch Pädagogik und Liturgik. Bischöflicher Geistlicher Rat wurde er 1965 aufgrund seiner Bemühungen um den Religionsunterricht. Am ersten einheitlichen Religionsbuch für Berufsschulen in Bayern, dem dreibändigen „Junger Mensch, Wohin“ 1964 war er beteiligt. 1972 wurde die Hochschule mit der Pädagogische Hochschule Eichstätt zur Gesamthochschule Eichstätt vereinigt. 1979 trat er in den Ruhestand. 1980 wurde seine Hochschule zur Katholische Universität Eichstätt-Ingolstadt.

## Auszeichnungen
Im Jahr 1990 wurde Heller, anlässlich seines goldenen Priesterjubiläums, die goldene Stadtmedaille von seiner Heimatstadt Greding verliehen. Er machte sich auch um die Gestaltung und Renovierung der Kirche seines Heimatortes verdient.